# Tamenglong
Tamenglong är en ort i Indien.   Den ligger i distriktet Tamenglong och delstaten Manipur, i den östra delen av landet, 1 700 km öster om huvudstaden New Delhi. Tamenglong ligger 1 151 meter över havet och antalet invånare är 19 363.
Terrängen runt Tamenglong är kuperad åt nordväst, men åt sydost är den bergig. Tamenglong ligger uppe på en höjd. Runt Tamenglong är det ganska tätbefolkat, med 52 invånare per kvadratkilometer. Det finns inga andra samhällen i närheten. I omgivningarna runt Tamenglong växer i huvudsak städsegrön lövskog.